# Ермилов, Александр Юрьевич (волейболист)
Алекса́ндр Ю́рьевич Ерми́лов (12 декабря 1954, Иваново) — советский волейболист, игрок сборной СССР (1975—1980). Олимпийский чемпион 1980, чемпион мира 1978, трёхкратный чемпион Европы. Нападающий. Заслуженный мастер спорта СССР (1978).

## Биография
Волейболом начал заниматься в 1964 году в ДЮСШ города Иваново. Первые тренеры — К. Павлов и А. Разумовский. В 1972—1982 выступал за команду «Автомобилист» (Ленинград). Семикратный серебряный призёр чемпионатов СССР (1976—1982), трёхкратный бронзовый призёр союзных первенств (1973—1975), обладатель Кубка СССР 1983, победитель Кубка обладателей кубков ЕКВ 1981 и 1982. В составе сборной Ленинграда серебряный призёр Спартакиады народов СССР 1975.
В сборной СССР в официальных соревнованиях выступал в 1975—1980 годах. В её составе стал олимпийским чемпионом 1980, серебряным призёром Олимпийских игр 1976, чемпионом мира 1978, трёхкратным чемпионом Европы (1975, 1977, 1979).
С 1986 на тренерской работе. В 1995—1996 тренер женской команды ТТУ (Санкт-Петербург), 1998—1999 — главный тренер женской команды «Экран» (Санкт-Петербург), 2006—2007 — главный тренер мужской команды «Еврострой» (Санкт-Петербург).

## Источник
- Волейбол: Энциклопедия / Сост. В. Л. Свиридов, О. С. Чехов. — Томск: Компания «Янсон», 2001.